# Dasyphleps karschi
Dasyphleps karschi är en insektsart som beskrevs av Heinrich Hugo Karny 1920. Dasyphleps karschi ingår i släktet Dasyphleps och familjen vårtbitare. Inga underarter finns listade i Catalogue of Life.